# Mbak
Le Mbak est la confrérie du peuple Bassa qui est un rituel de guérison contre les criminels.

## Description
Le Mbak est une confrérie de la communauté Bassa chargée de la purification des régicides, parricides et homicides volontaires.